# Clivina convexa
Clivina convexa är en skalbaggsart som beskrevs av Leconte 1857. Clivina convexa ingår i släktet Clivina och familjen jordlöpare. Inga underarter finns listade i Catalogue of Life.